# Gélise
A Gélise folyó Dél-Franciaország területén, a Baïse bal oldali mellékfolyója.

## Földrajzi adatok
A folyó Gers megyében ered 215 méterrel a tengerszint felett, és Barbaste városkánál Lot-et-Garonne megyében ömlik a Baïse-be. Hossza 92 km.
Mellékfolyói az Izaute, Gueyze, Auzoue és Osse. 

## Megyék és városok a folyó mentén
- Gers: Dému, Eauze
- Lot-et-Garonne: Sos, Poudenas, Mézin, Barbaste